# Michel Colomban

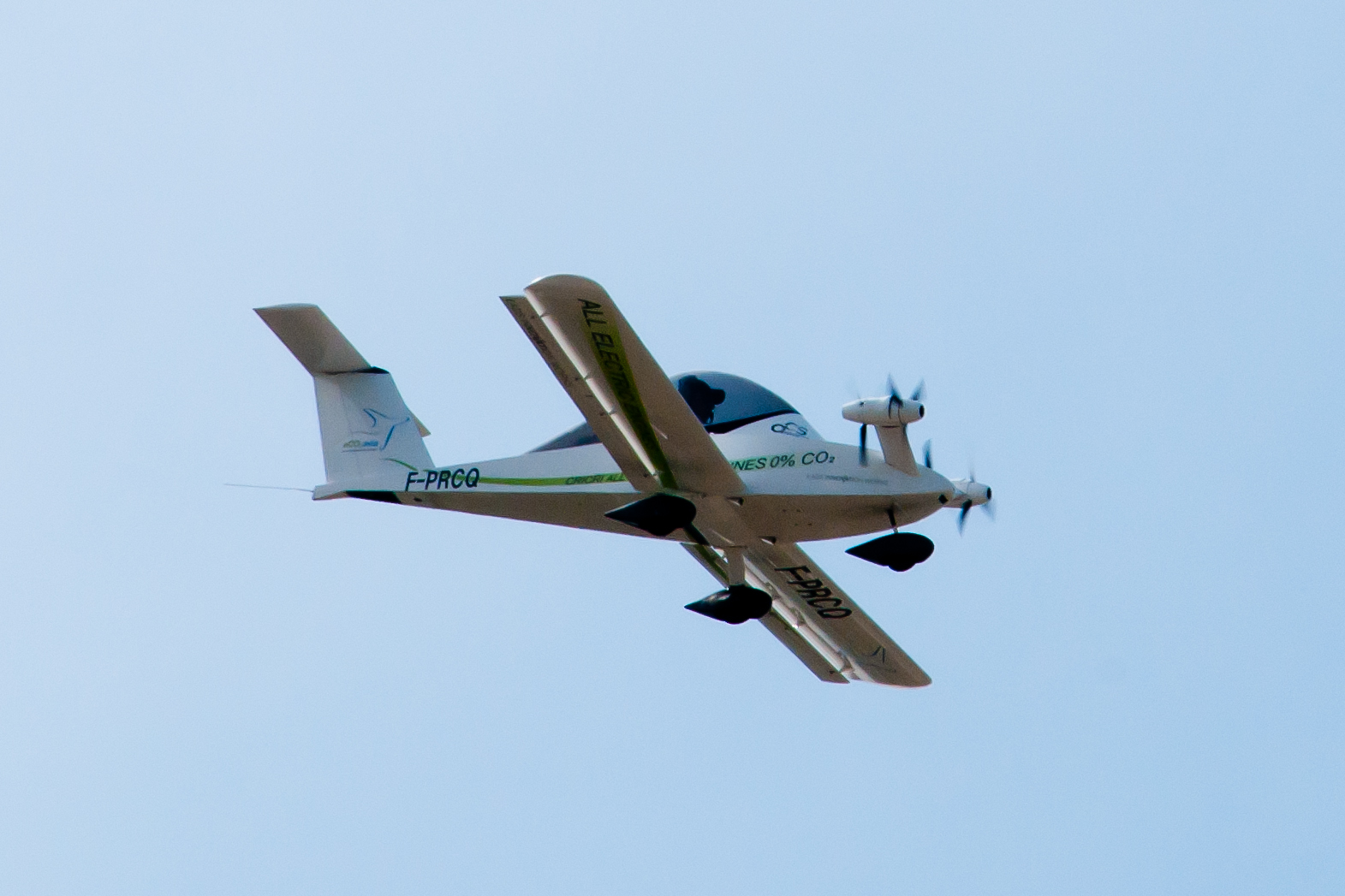
Colomban Cri-cri en vol

Michel Colomban (né en 1932) est un ingénieur aéronautique français, connu mondialement pour ses réalisations dans le domaine de la construction d'avions en amateur.
Michel Colomban est d'abord ébéniste puis il devient ingénieur du CNAM en suivant des cours du soir.
Il travaille d'abord chez Morane-Saulnier, sur l'avion léger Rallye. Par la suite, il devient aérodynamicien à la SNIAS.

## Monoplace MC-10 Cri-Cri

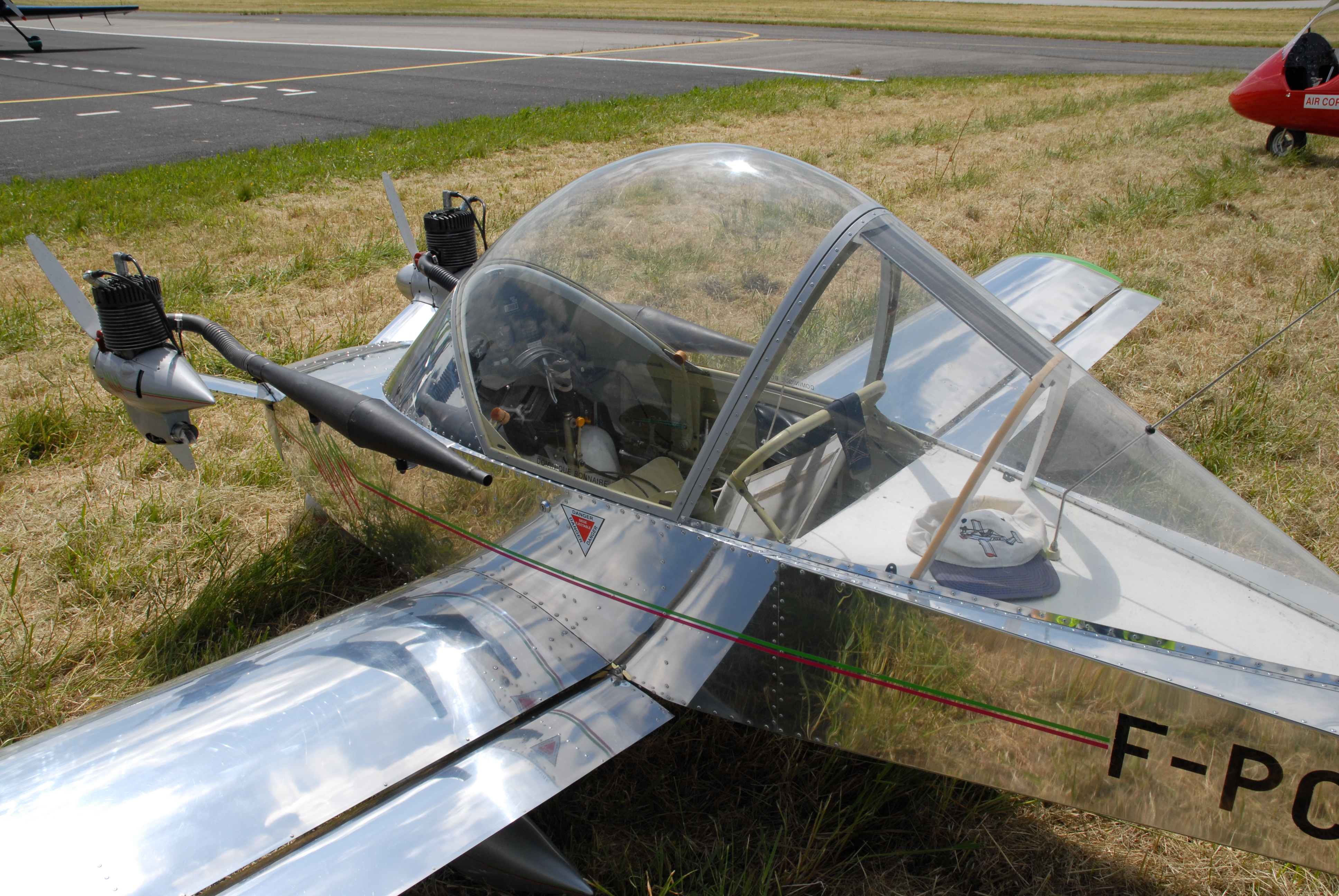
Colomban Cri-cri au sol

En 1973, il conçoit, construit et fait voler le modèle dénommé Cricri, un tout petit avion monoplace de 75 kg de masse à vide, à structure métallique (aluminium), équipé de deux moteurs 2 temps de tronçonneuse de 9 ch chacun.
Le prototype MC-10 no  01 immatriculé F-WTXJ effectue son premier vol le 19 juillet 1973 aux mains de Robert Buisson qui est alors âgé de 68 ans.
30 ans plus tard, plus de 150 Cricri volent, la plupart avec des moteurs 2 temps de 15 ch sous les désignations MC-12 à moteur monocylindre McCulloch MC-101 de 12 ch et surtout MC-15 doté de deux moteurs JPX PUL 212 de 15 ch; l'un d'eux a même volé avec 2 micro-réacteurs de modèle réduit. Un Cricri a été modifié en ULM par l'adjonction d'extensions d'ailes relevées « à la Jodel » lui permettant une vitesse minimale de 65 km/h, conformément à la réglementation ULM.
Deux exemplaires du MC-12, immatriculés au registre français F-PYEA et F-PYIJ, participent au rassemblement 1981 de l'Experimental Aircraft Association à Oshkosh, dans le Wisconsin, pilotés respectivement par Denis Legrand et Claude Lelaie,.
Le prototype du Cricri est visible au Musée de l'Air et de l'Espace au Bourget.

## Biplace MC-100 Banbi
Dans les années 90, Michel Colomban conçoit et construit le MC-100 Banbi, un biplace côte à côte de 202 kg à vide (avant adjonction d'une hélice à pas variable), qui peut atteindre 300 km/h avec un moteur de seulement 80 ch. Il en a également étudié l'hélice. 
Michel Colomban est le pilote d'essais du MC-100 prototype immatriculé F-PECH avec Jean Caillard,.
Peu après, la firme Dyn'Aéro dirigée par Christophe Robin produit un dérivé du MC-100, le Dyn'Aéro MCR 01, sous forme de kit en matériaux composites, plus facile à construire que le Banbi.

## ULM monoplace MC-30 Luciole
La dernière réalisation (à ce jour) de Michel Colomban est un ULM, le MC-30 Luciole, prévu pour la construction amateur en bois et toile. Les longerons d'ailes ont des semelles en carbone. L'avion pèse moins de 100 kg à vide pour 200 kg de masse maximale au décollage. Il est motorisé par un Briggs & Stratton Vanguard ou par un Honda, bicylindres en V, 4 temps, de 26 ch à 3 600 tr/min. La consommation est de 5,5 l/h en croisière à 170 km/h soit 3,2 l/100 km par vent nul.  
La vitesse maximale est de 200 km/h.
Michel Colomban a également participé à la conception d'une hélice en kevlar et en carbone adaptée au C.C. 01 de Claude Chudzik et dont la résistance calculée est 10 fois supérieure à celle demandée.